# 10510 Maxschreier
10510 Maxschreier è un asteroide della fascia principale. Scoperto nel 1989, presenta un'orbita caratterizzata da un semiasse maggiore pari a 2,2226984 UA e da un'eccentricità di 0,0921402, inclinata di 4,88835° rispetto all'eclittica.